# Benjamin Maier
Benjamin Maier (Hall in Tirol, 19 de abril de 1994) es un deportista austríaco que compite en bobsleigh en las modalidades doble y cuádruple. Su hermano Samuel y su esposa Elisabeth Vathje compiten en skeleton.
Ganó dos medallas en el Campeonato Mundial de Bobsleigh, plata en 2021 y bronce en 2016, y cuatro medallas en el Campeonato Europeo de Bobsleigh entre los años 2016 y 2021.
Participó en tres Juegos Olímpicos de Invierno, entre los años 2014 y 2022, ocupando el séptimo lugar en Pyeongchang 2018 (cuádruple) y el quinto en Pekín 2022 (doble).

## Palmarés internacional
| Campeonato Mundial | Campeonato Mundial    | Campeonato Mundial | Campeonato Mundial |
| Año                | Lugar                 | Medalla            | Prueba             |
| ------------------ | --------------------- | ------------------ | ------------------ |
| 2016               | Igls (Austria)        | Medalla de bronce  | Equipo             |
| 2021               | Altenberg (Alemania)  | Medalla de plata   | Cuádruple          |
| Campeonato Europeo |                       |                    |                    |
| Año                | Lugar                 | Medalla            | Prueba             |
| 2016               | Sankt Moritz (Suiza)  | Medalla de plata   | Cuádruple          |
| 2017               | Winterberg (Alemania) | Medalla de bronce  | Cuádruple          |
| 2021               | Winterberg (Alemania) | Medalla de plata   | Cuádruple          |
| 2021               | Winterberg (Alemania) | Medalla de bronce  | Doble              |